# Stortjärnen (Los socken, Hälsingland, 683598-146361)
Stortjärnen är en sjö i Ljusdals kommun i Hälsingland och ingår i Ljusnans huvudavrinningsområde.